# Каркас (компьютерное программирование)
Каркасное программирование — это стиль компьютерного программирования, основанный на простых высокоуровневых программных структурах, на так называемых фиктивных кодах. Программа каркасов похожа на псевдокод, но при этом допускает синтаксический анализ, компиляцию и тестирования кода. Фиктивный код будет вставлен в программу каркаса для симуляции обработки и во избежание сообщений об ошибках при компиляции. Он может включать в себя пустые функциональные выражения, или функции, которые возвращают к корректному результату для простого тестирования, где ожидаемый ответ кода известен.
Каркасное программирование облегчает нисходящий дизайнерский подход, где частично функциональная система с полными высокоуровневыми структурами разработана и закодирована, эта система постепенно расширялась, чтобы выполнять требования проекта. Программа каркасов иногда используется для высокоуровневых описаний алгоритмов. Она также может быть использована в качестве шаблона, который отражает синтаксис и структуры в широком классе задач.
Каркасные программы задействуются в поведенческом шаблоне проектирования, используемом при объектно-ориентированном программировании. В объектно-ориентированном программировании, фиктивный код соответствует абстрактному методу, функции-заглушке или mock-объекту. В интерфейсе вызова удалённых методов Java (Java RMI), заглушки взаимодействуют с клиентом вместе с каркасом на стороне сервера.
Класс каркас - это схема класса, используемая в программной инженерии. Он содержит в себе описание функций класса и описывает конечные назначения переменных и методов, но не реализует их. Этот класс имплементируется за счёт каркаса.